# Leicester Square
Leicester Square je náměstí v západním Londýně. Nachází se na západ od Charing Cross Road, na východ od Piccadilly Circus a 0,37 km na sever od Charing Cross v obvodu Westminster.

## Historie
Je pojmenováno a zaujímá území Leicester Fields, což byly pozemky v průčelí panství hraběte z Leicesteru nazývaného Leicester House.
Původně to byla módní čtvrť a Leicester House byl v jednom období dokonce i rezidencí Frederika, prince z Walesu ale ve druhé polovině 18. století tato oblast upadala.
V 19. století bylo Leicester Square známo jako centrum zábavy a stálo zde několik hotelů. Bylo populární především mezi zámořskými obyvateli a návštěvníky Londýna. Náměstí dominovalo velké divadlo Alhambra, postavené v roce 1854.

## Zajímavosti

### Park

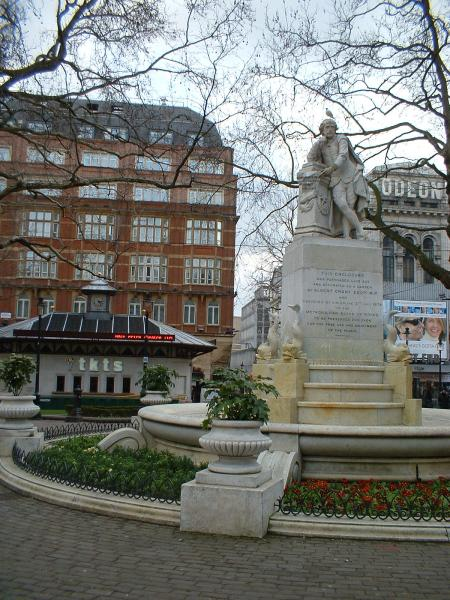
Park na Leicester Square

Ve středu náměstí se nachází malý park, v jehož centru stojí socha Williama Shakespeare obklopená delfíny. Na každém rohu parku je brána a u ní socha významných osobností – sira Isaaca Newtona (známý vědec), sira Joshuy Reynoldse (první prezident Royal Academy), Johna Huntera (průkopník chirurgie) a Williama Hogartha (známý malíř). Posledním přírůstkem je socha Charlieho Chaplina (filmový herec). Na zemi jsou vyznačeny vzdálenosti v mílích do zemí tvořících původní Britské impérium. V roce 2020 byla otevřena procházková trasa mezi dalšími sochami, které zobrazují známé herce a filmové nebo televizní postavy, jako jsou Mary Poppins, Mr. Bean, Bugs Bunny, medvídek Paddington nebo Laurel a Hardy.

### Zábava
Náměstí je obklopeno množstvím kin. Většina britských premiér filmů probíhá v jednom ze čtyř kin na Leicester Square. Kina na tomto náměstí se pyšní největším promítacím plátnem i největší kapacitou hlediště (pro více než 2000 diváků).
Náměstí je také sídlem Official London Half-Price Theatre Ticket Booth – společností, které vlastní a provozují různá londýnská divadla. Vstupenky do divadel ve West Endu, prodávané v den představení, stojí v prodejnách těchto společností poloviční cenu. Zde, především o víkendových večerech, bývá rušno.

### Nejdůležitější kina

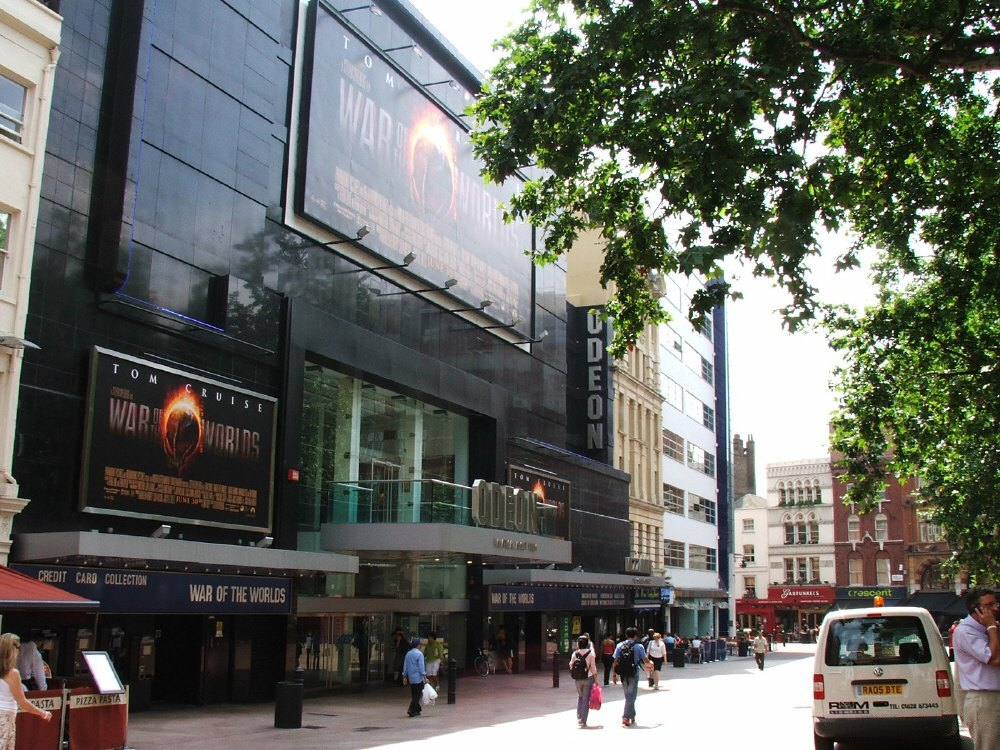
Kino Odeon

- Odeon Leicester Square – dominuje východní straně náměstí. První digitální projektor v Evropě (1999); místo většiny premiér; kapacita 1700 diváků. Sousední Odeon Mezzanine – kino se čtyřmi menšími sály (50-60 diváků).
- Empire – na severní straně Leicester Square. Druhé největší s hlavním sálem pro 1300 diváků. Obsahuje ještě dva menší sály pro 350 a 77 diváků.
- Odeon West End – na jižní straně náměstí, obsahuje dva sály pro 1000 diváků. Používá se pro menší premiéry.
- Vue – poblíž severovýchodního rohu. Původně bylo majetkem Warner Bros. a promítaly se zde pouze filmy mateřské společnosti. V roce 2004 kino převzala společnost Vue.
- Odeon Panton Street – kousek na západ od náměstí na Panton Street. Kino společnosti Odeon se dvěma sály.
- Prince Charles Cinema – kino s levným vstupným pro popremiérové promítání a kultovní filmy.

### Kluby, bary a restaurace
- Hippodrome
- Pizza Hut
- Radisson Edwardian Hampshire

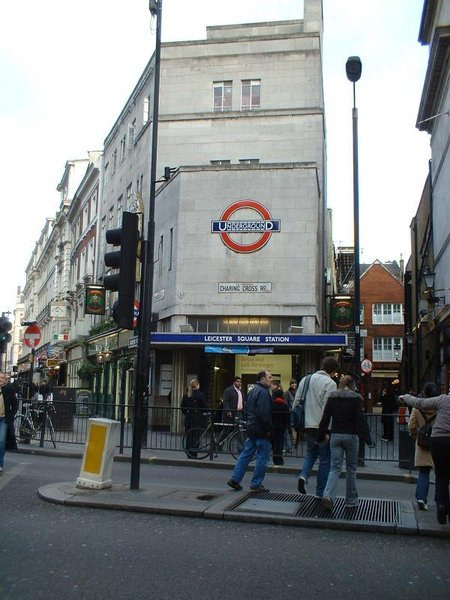
Stanice metra na Leicester Square

- The Moon Under Water – jeden z mnoha barů J D Wetherspoona
- Equinox nightclub
- Zoo Bar
- Oxygen
- All Bar One
- Home
- The Comedy Store